# Правда и ничего кроме
Правда и ничего кроме — комедийная лента о подростке, который рассказывал о себе всякую ложь, которая потом стала правдой.

## Сюжет
В первый день в новой школе подросток Сэм получил совет — врать о себе, чтобы понравиться и подружиться с новыми друзьями. Он начал рассказывать всякие небылицы про себя и свою семью. Как же удивляется Сэм, когда зеркало в ванной разбивается и вся ложь становится правдой. Теперь его собака действительно съедает домашние работы, у него есть Porsche, подросток отлично играет в баскетбол, а самая популярная девушка школы и его учительница сохнут по ним.